# Амплітуда ймовірності
Амплітуда ймовірності — комплексна величина, квадрат модуля якої задає густину ймовірності.
Зокрема, у квантовій механіці хвильова функція ψ є амлітудою ймовірності перебування квантовомеханічної системи в певній точці координатного простору. 
Відповідно, при розкладі хвильової функції в певному ортонормованому базисі
{\displaystyle \psi =\sum _{n}c_{n}|n\rangle },
коефіцієнти {\displaystyle c_{n}\,} задають амплітуду ймовірності знайти систему у стані {\displaystyle |n\rangle }.